# Tour de Bohemia 1974
Das Etappenrennen für Amateure Tour de Bohemia 1974 führte vom 3. bis 7. Juli über sechs Tagesabschnitte. Es war die 7. Austragung der Tour de Bohemia. Die Tour de Bohemia 1974 war Bestandteil des Rennkalenders der Association Internationale des Organisateurs de Courses Cyclistes (AIOCC) in der Union Cycliste International (UCI). Gesamtsieger wurde Jiří Bartolšic.

## Teilnehmer
Am Start standen 110 Radrennfahrer aus zehn Ländern. Beteiligt waren Nationalmannschaften aus der DDR, der Bundesrepublik Deutschland, Italien, Ungarn, Dänemark, Schweden, Großbritannien, den Niederlanden, der Sowjetunion und der Tschechoslowakei. Dazu kamen einige Vereinsmannschaften des Gastgeberlandes.
Die DDR startete mit Lothar Pfuhl, Gottfried Preising, Horst Brauer, Lothar Grüner und Ulrich Schorten. Verantwortlicher Auswahltrainer war Hans Scheibner.

## Rennen
Veranstalter war der tschechoslowakische Radsportverband. Die Gesamtdistanz betrug 708 Kilometer, wobei es keinen Ruhetag gab. Das Rennen führte durch die Gegend rund um Nový Bor.

## Etappen
Die Rundfahrt führte über insgesamt sechs Etappen mit einem Einzelzeitfahren zu Beginn.
1. Etappe, Einzelzeitfahren, 18 Kilometer: Sieger Bedřich Smetana, Tschechoslowakei
2. Etappe, 105 Kilometer: Sieger Petr Matoušek, Tschechoslowakei
3. Etappe, 149 Kilometer: Sieger Jørgen Petersen, Dänemark
4. Etappe, 171 Kilometer: Sieger Svatopluk Henke, Tschechoslowakei
5. Etappe, Kriterium, 95 Kilometer: Jiří Prchal, Tschechoslowakei
6. Etappe, 184 Kilometer Sieger: Milan Garstka, Tschechoslowakei

## Gesamtwertungen

### Einzel (Gelbes Trikot)
Im Endklassement siegte Jiří Bartolšic mit nur drei Sekunden Vorsprung auf Jiří Prchal. Bartolšic startete für das Team von Dukla Brno. Bester ausländischer Fahrer war Gregor Braun vom Bund Deutscher Radfahrer auf dem 4. Platz. Tord Filipsson aus Schweden wurde 9., Lothar Pfuhl aus der DDR 10., Giulio Da Rossi aus Italien 12., Henning Jørgensen aus Dänemark 13., András Takács aus Ungarn 17. und Jan Spijker aus den Niederlanden 20.
| Platz | Name               | Mannschaft                 | Zeit       |
| ----- | ------------------ | -------------------------- | ---------- |
| 1.    | Jiří Bartolšic     | Dukla Brno                 | 17:51:31 h |
| 2.    | Jiří Prchal        | Auswahl Tschechoslowakei   | + 0:03 min |
| 3.    | Michal Klasa       | Dukla Brno                 | + 0:11 min |
| 4.    | Gregor Braun       | Bundesrepublik Deutschland | + 0:30 min |
| 5.    | Pavel Kondr        | Auswahl Tschechoslowakei   | + 0:32 min |
| 6.    | Antonín Bartoníček | Auswahl Tschechoslowakei   | + 7:10 min |

Die Bergwertung gewann Pavol Čambal von Inter Bratislava.